# POSIX 스레드
POSIX 스레드(POSIX Threads, 약어: PThread)는 병렬적으로 작동하는 소프트웨어의 작성을 위해서 제공되는 표준 API다.
Pthread는 모든 유닉스 계열 POSIX 시스템에서, 일반적으로 이용되는 라이브러리이다. 유닉스 계열 운영 체제라 하면 리눅스, 솔라리스 등이 포함된다. Unix 시스템과는 다른 길을 걷고 있는 Windows 역시 여러 가지 이유로 Pthread를 지원한다. 예를 들어 pthread-w32를 이용하면 윈도 상에서도 Pthread API의 subset 함수를 이용할 수 있다. pthread-w32는 redhat.com 보관됨 2008-08-26 - 웨이백 머신에서 얻을 수 있다. (Pthread에서 P는 항상 대문자로 쓰도록 약속되어 있다.)

## 설명
Pthread는 C 프로그래밍 언어에서 사용할 수 있는 함수들의 모음으로 제공된다. Pthread 라이브러리에서 제공하는 함수는 pthread.h를 포함하여 호출할 수 있다.
자료형
- pthread_ t : 스레드 핸들러
- pthread_attr_t : 스레드 성질

Pthread는 스레드 제어를 위한 다양한 함수를 제공한다. 제공되는 함수의 목록은 Pthread API Reference에서 확인할 수 있다.

## 같이 보기
- 런타임 시스템
- OpenMP
- 스레딩 빌딩 블록